# Єлизавета Софія Бранденбурзька (1674—1748)
Єлизавета Софія Бранденбурзька (нім. Elisabeth Sophie von Brandenburg, 5 квітня 1674 — 22 листопада 1748) — бранденбурзька принцеса з династії Гогенцоллернів, донька володаря держави Бранденбург-Пруссія Фрідріха Вільгельма та данської принцеси Доротеї Софії Глюксбурзької, дружина герцога Курляндії та Семигалії Фрідріха Казимира у 1691—1698 роках, маркграфа Бранденбург-Байройту Крістіана Ернста у 1703—1712 роках та герцога Саксен-Майнінгену Ернста Людвіга I у 1714—1724 роках.
На честь Єлизавети певний час називався Ерлангенський замок, придбаний її другим чоловіком у 1703 році.

## Біографія

### Ранні роки
Єлизавета Софія народилась 5 квітня 1674 року в Кельні. Вона стала п'ятою дитиною та другою донькою в родині курфюрста Бранденбургу Фрідріха Вільгельма та його другої дружини Доротеї Софії Глюксбурзької. Дівчинка мала старшу сестру Марію Амалію та братів: Філіпа Вільгельма, Альбрехта Фрідріха і Карла Філіпа. З менших дітей вижив тільки її брат Крістіан Людвіг. Від першого шлюбу батька мала єдинокровних братів: Карла Еміля, який помер за кілька місяців після її народження, Фрідріха та Людвіга.
Про освіту принцеси відомо дуже мало, однак вона мала бути ретельною, оскільки дівчина грала на лютні та клавесині й виступала у камерних виставах берлінського двору, як солістка в операх Бонончіні та Аріості. Малюнки її пензля також свідчать про талант «вище середнього».
Батька не стало, коли Єлизаветі Софії виповнилося 14 років. Матір пішла з життя наступного року. Володарем країни став єдинокровний брат дівчини, Фрідріх.

### Герцогиня-консорт Курляндії та Семигалії

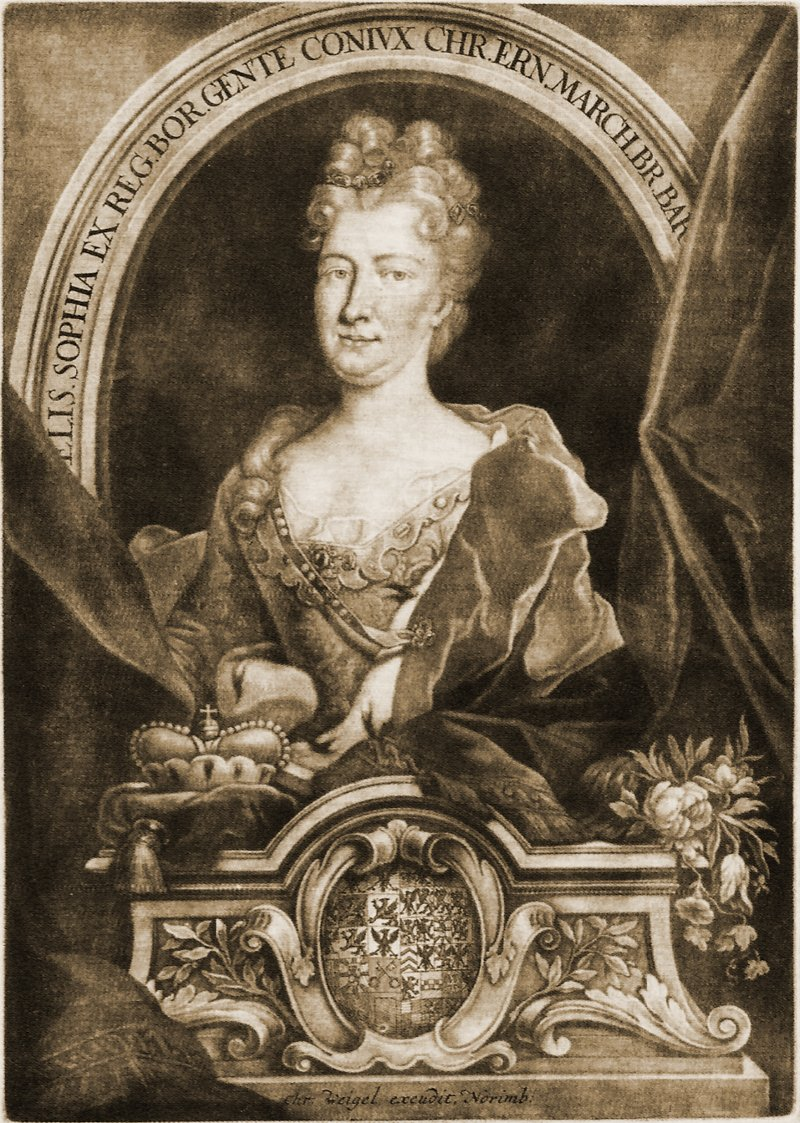
Портрет Єлизавети Софії

Відразу після свого 17-го дня народження Єлизавета Софія була видана заміж за 40-річного герцога Курляндії та Семигалії Фрідріха Казимира Кеттлера, який доводився їй кузеном. Союз мав укріпити зв'язки між домами Кеттлерів та Гогенцоллернів. Для нареченого це був другий шлюб, від першого він мав чотирьох малолітніх доньок. Весілля пройшло 29 квітня 1691 у Берліні. У подружжя з'явилося двоє синів. Герцогський двір був дуже пишним. Витрачалися великі кошти на італійську оперу, придворний оркестр, полювання з соколами та показову трупу. Єлизавета Софія поділяла любов чоловіка до помпи і показовості, що тільки збільшило витрати держави.
У січні 1698 року Фрідріх Казимир помер, і правителем став їхній малолітній син. Єлизавета Софія висунула вимогу щодо опікунства, яка була задоволена. Опікунами малого герцога ставали вона та його дядько Фердинанд. 
Під час Великої Північної війни Фердинанд брав участь у бойових діях. Після поразки у битві на Двині у липні 1701 року він утік до Данцігу, де провів решту життя. Уся Курляндія була окупована шведськими військами. Єлизавета Софія у листопаді 1701 року виїхала із сином і падчірками до двору свого брата Фрідріха.

### Маркграфиня Бранденбург-Байройтська
Невдовзі для неї знайшовся новий чоловік. 30 березня 1703 року у Потсдамі відбулося вінчання 28-річної герцогині із 58-річним маркграфом Бранденбург-Байройту Крістіаном Ернстом. Наречений також був удівцем і мав трьох дорослих дітей, із ним залишалася лише менша донька, яка була видана заміж наступного року. Для молодої дружини Крістіан Ернст придбав замок в Ерлангені, який назвав на її честь Елізабетенбургом, і презентував їй у 1704 році. Спільних дітей у пари не з'явилося. Втім, старий правитель повністю підпав під вплив молодої дружини, яка підтримувала пропруську політику. Змальовували маркграфину як хвалькувату та пихату жінку. Її звичка жити на широку ногу значно збільшила державний борг країни.
Крістіан Ернст помер у травні 1712 року після 9 років шлюбу.

### Герцогиня-консорт Саксен-Майнінгену
У 40 років Єлизавета Софія узяла третій шлюб, ставши другою дружиною удового 41-річного герцога Саксен-Майнінгену Ернста Людвіга I. Перша дружина нареченого померла за рік до цього, залишивши йому чотирьох малолітніх дітей. Весілля пройшло 3 червня 1714 року у замку Еренбург в Кобурзі. З приводу шлюбу була викарбувана пам'ятна монета. Спільних дітей у подружжя не було. Мешкала пара у замку Елізабетхенбург, також мали новозбудований мисливський замок Драйссігакер. 

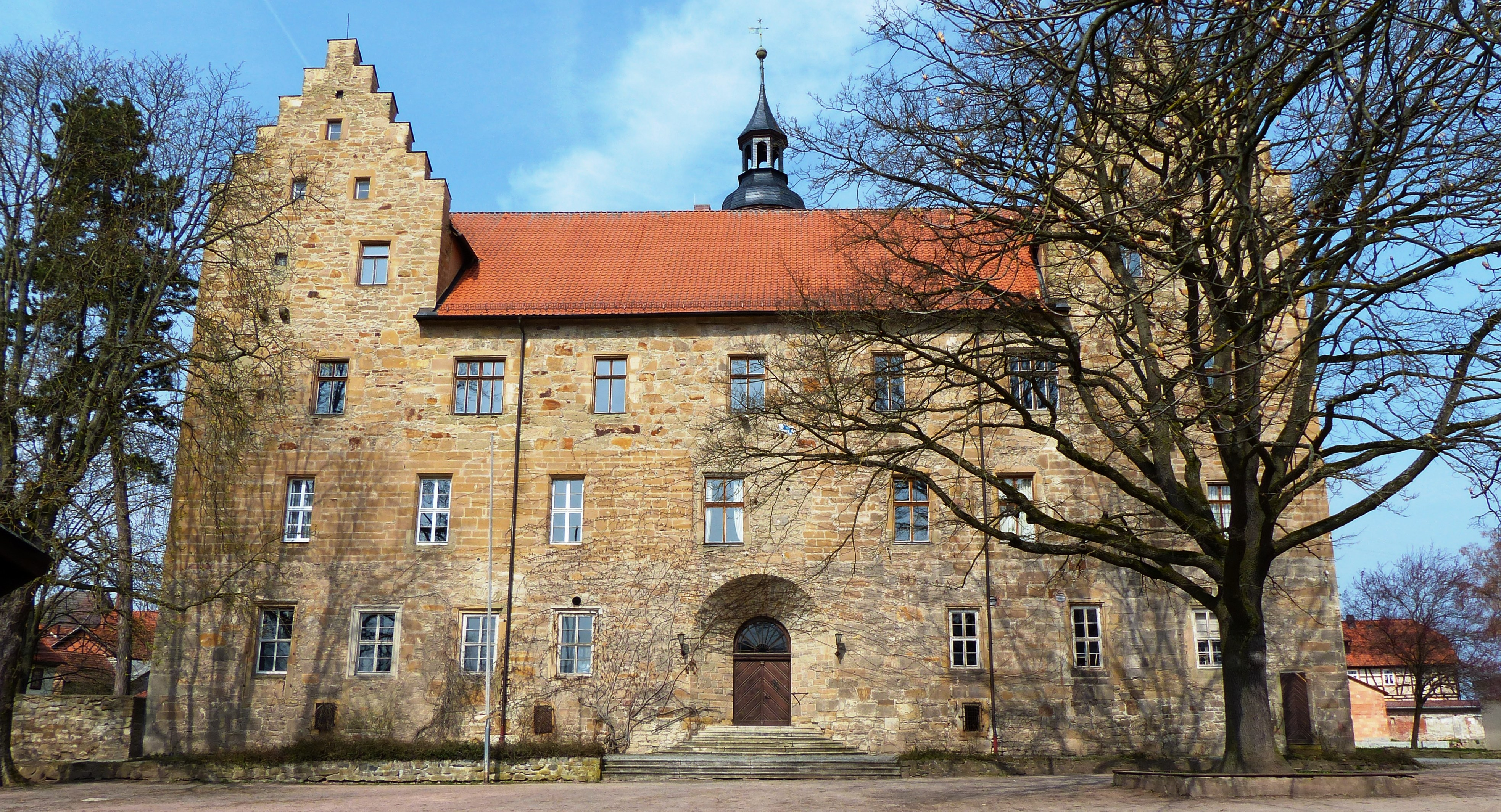
Замок Глюксбург

 Герцог був відомий своїм надзвичайним благочестям, що не заважало йому брати участь у численних військових конфліктах. Зовнішній борг країни за його правління також значно виріс. Ернст Людвіг не був одноосібним правителем і керував державою разом із братами, однак Єлизавета Софія була єдиною першою леді, оскільки один із них не був одруженим, а інший уклав морганатичний шлюб із донькою військового.
Помер Ернст Людвіг у листопаді 1724 року. Єлизавета Софія отримала як удовину долю замок Глюксбург у Ремгільді, який до 1710 року був резиденцією герцогів Саксен-Ремгільда. Там вона і померла 22 листопада 1748 року, за часів правління молодшого брата свого чоловіка, Антона Ульріха. Похована у Майнінгені.

## Родина
Чоловік —  Фрідріх-Казимир Кеттлер
Діти:
- Фрідріх Вільгельм (1692—1711) — наступний герцог Курляндії та Семигалії у 1698—1711 роках, був три місяці одруженим із руською царівною Анною Іванівною, дітей не мав;
- Леопольд Карл (1693—1697) — прожив 3 роки.

Чоловік — Крістіан Ернст Байройтський
Дітей не було

## Нагороди
Великий хрест ордену Святої Катерини (Російська імперія) (травень 1738).